# Brachyopoidea
Brachyopoidea (лат.) — надсемейство вымерших земноводных из отряда темноспондильных. Жили с начала триаса (возможно, с конца перми) до начала мела, последние из темноспондилов. Относятся к стереоспондилам, близки к ритидостеидам и, вероятно, имеют южное, гондванское происхождение. В ряде классификаций сближаются с плагиозавридами, вместе с ними выводятся от ствола Trematosauria.

## Описание
Отличаются чрезвычайно широкими параболическими черепами (ширина больше длины), орбиты сдвинуты вперёд. Черепа резко понижаются кпереди, задняя часть черепа высокая, вздутая. Чрезвычайно развиты отпечатки каналов боковой линии. Зубы многочисленные, крупные, у большинства развиты нёбные «клыки». У представителей семейства Chigutisauridae развиты «рога» таблитчатых костей, в семействе Brachyopidae этот признак отсутствует.
Тело короткое, вероятно, голое. Конечности относительно слабые. Водные хищники. Широко распространены в пресноводных отложениях среднего-позднего триаса преимущественно южных материков (в особенности Южной Америки).
Bothriceps australis из поздней перми и Austrobrachyops jenseni из раннего триаса Австралии — самые примитивные представители группы, их нельзя отнести ни к одному из двух семейств.
- Семейство Chigutisauridae. Включает примерно 6 родов из среднего триаса — раннего мела южных континентов (Южная Америка, Австралия, Индия). Сюда относится самый известный широкой публике представитель Brachyopoidea — Koolasuchus cleelandi из раннего мела Австралии. Он был представлен в знаменитом сериале ВВС «Прогулки с динозаврами». В реальности Koolasuchus описан по фрагменту челюсти из поздних слоев раннего мела (апт — альб) Австралии. Длина его черепа могла достигать 65—80 см, что предполагает общую длину до 4—5 метров. Эти гигантские амфибии жили в условиях прохладного климата вблизи Южного полюса, где не было крокодилов. Гораздо лучше известны собственно Chigutisaurus или Pelorocephalus из позднего триаса (карний) Аргентины. Их длина достигала 107 см.

Из карния Индии (формация Малери) известны крупные (с черепом до 45 см длиной) Compsocerops cosgriffi и Kuttycephalus triangularis. Siderops kehli из ранней юры Квинсленда достигал 3 метров в длину и до открытия Koolasuchus считался последним из темноспондилов. Эти огромные водные хищники в западной популярной литературе получили название «тритоны-убийцы» или «крокомандеры» («крокодилы-саламандры»).
- Семейство Brachyopidae. Включает около 10 родов, известных не только из Гондваны, но и из Северной Америки и Монголии, существовали с триаса по позднюю юру. Род Brachyops описан из раннего триаса (оленёк) Индии и Австралии.

Хорошо известен некрупный Batrachosuchus из раннего триаса Южной Африки и Австралии. Длина черепа этих амфибий не превышала 20 см. Brachyopidae дожили до конца юры — из средней юры Китая описан мелкий Sinobrachyops, а из поздней юры Монголии — Gobiops. Ferganobatrachus известен из средней юры Кыргызстана. Все эти животные относительно невелики, до 1,5 метров в длину. Их выживание в Азии не может объясняться отсутствием конкуренции с крокодилами — крокодилы найдены в тех же отложениях.
Остатки возможного Brachyopoidea известны из триаса Новой Зеландии.
В 1970 году из ранней юры Лесото был описан фрагмент черепа крупного темноспондила. Первоначально остатки отнесли к мастодонзаврам, но в 2005 году выяснилось, что кость принадлежит представителю Brachyopoidea. Череп животного мог достигать 1,5—1,7 метров в поперечнике, общая длина — 7 метров. Вероятно, это самая крупная амфибия, наравне с прионозухом.